# Nanzhuang
Nanzhuang (chinois traditionnel : 南庄鄉 ; pinyin : Nánzhuāng Xiāng) est une commune du comté de Miaoli située sur l'île de Taïwan, en Asie de l'Est.

## Géographie

### Situation
Nanzhuang est une commune rurale du nord-est du comté de Miaoli, sur l'île de Taïwan. Elle s'étend sur 165,493 8 km2, à l'est de Miaoli, capitale du comté.

### Démographie
Au 1er janvier 2017, la commune de Nanzhuang comptait 10 391 habitants (63 hab./km2) dont 44,9 % de femmes.